# Ivan Bootham
Ivan Thomas Bootham (ur. 20 lipca 1939 w Anglii, zm. 14 lipca 2016) – nowozelandzki pisarz, nowelista, kompozytor, poeta. Mieszkał w Wellington od 1976.

## Twórczość pisarska
- Quince.Noon – the Trilogy (2001)
- The Book of Cheerful Despair (2002)
- The Doctor Jesus Sanatorium (2003)

## Twórczość muzyczna
- The Death of Venus (2002)
- Pictures (2002)
- Missa Creator Spiritus (2006)